# La Société protectrice des Kaijus
La Société protectrice des Kaijus (titre original : The Kaiju Preservation Society) est un roman de science-fiction écrit par John Scalzi, paru en 2022 puis traduit en français et publié en 2023.
La Société protectrice des Kaijus a obtenu le prix Locus du meilleur roman de science-fiction 2023 et le prix Alex 2023.

## Éditions
- The Kaiju Preservation Society, Tor, 15 mars 2022, 272 p.  (ISBN 978-0-7653-8912-1)
- La Société protectrice des Kaijus, L'Atalante, coll. « La Dentelle du cygne », 20 avril 2023, trad. Mikael Cabon, 336 p.  (ISBN 979-10-360-0143-7)